# Derrag
Derrag (în arabă دراق) este o comună din provincia Médéa, Algeria.
Populația comunei este de 7.273 de locuitori (2008).